# Liste der höchsten Berge in Aserbaidschan

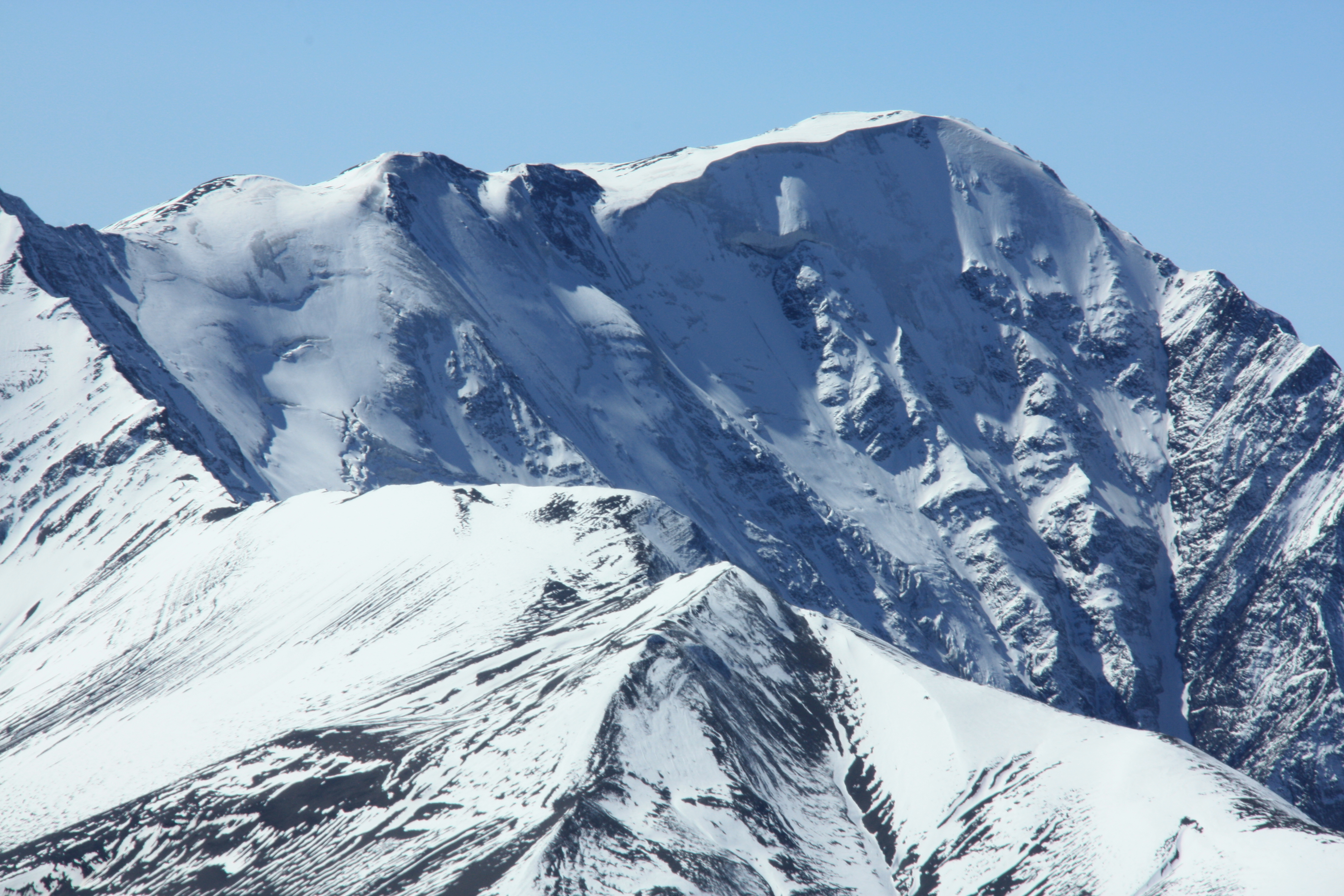
Der Bazardüzü, höchster Berg Aserbaidschans

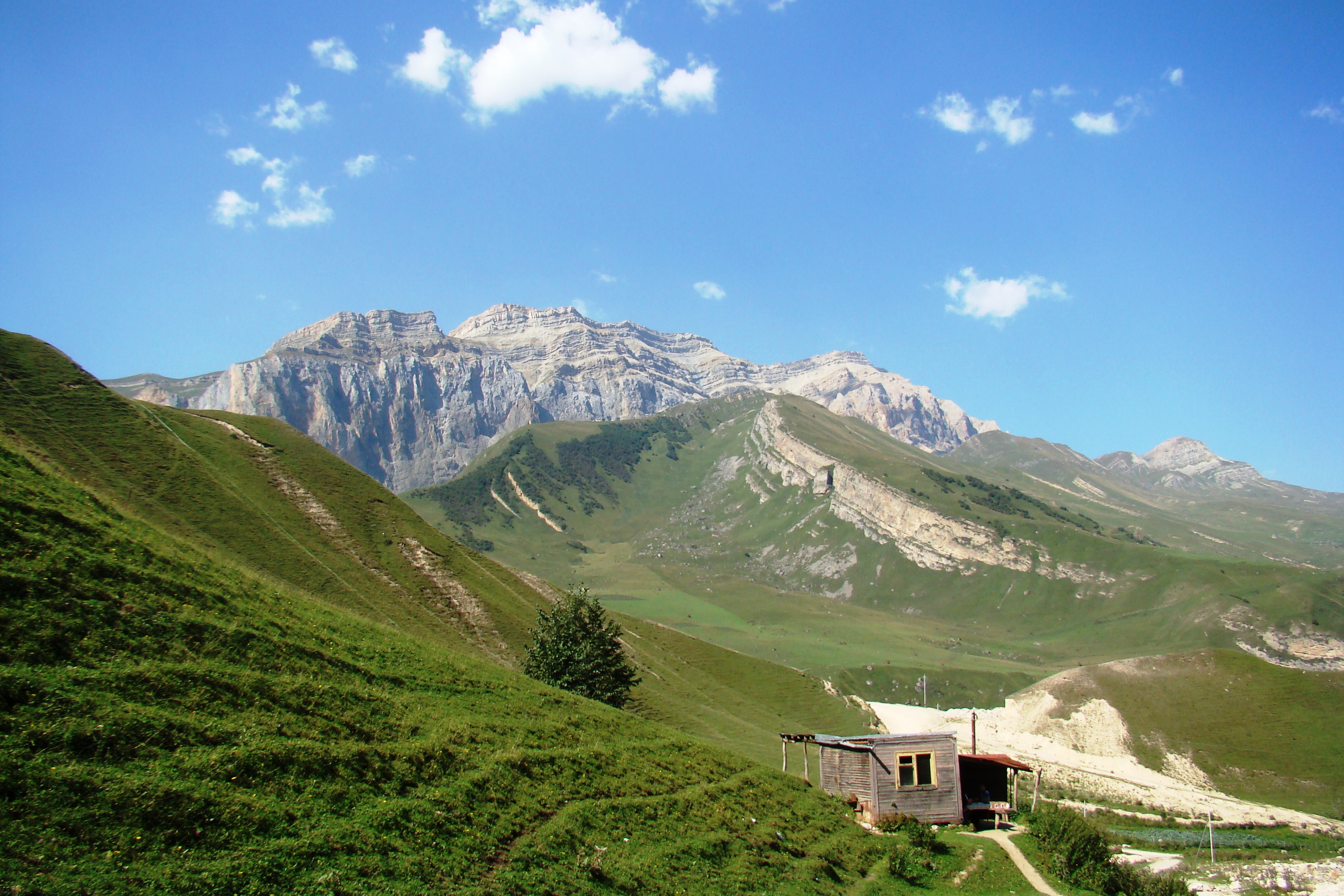
Der Schahdag, zweithöchster Berg Aserbaidschans

Die Liste der höchsten Berge in Aserbaidschan ist eine Auflistung der höchsten Berge Aserbaidschans.
Die höchsten Berge Aserbaidschans befinden sich größtenteils im Großen Kaukasus, dem Grenzgebirge zwischen Europa und Asien. Der höchste Berg Aserbaidschans ist der Bazardüzü, der an der Grenze zwischen Aserbaidschan und Russland verläuft. Weitere der höchsten Berge Aserbaidschans liegen auf dem Kleinen Kaukasus.
| Name des Berges | Aserbaidschanischer Name | Höhe in m | Gebirge/Lage     |
| --------------- | ------------------------ | --------- | ---------------- |
| Bazardüzü       | Bazardüzü                | 4466 m    | Großer Kaukasus  |
| Schahdag        | Şahdağ                   | 4243 m    | Großer Kaukasus  |
| Tufandag        | Tufandağ                 | 4206 m    | Großer Kaukasus  |
| Bazaryurd       | Bazaryurd                | 4126 m    | Großer Kaukasus  |
| Yaridag         | Yarıdağ                  | 4116 m    | Großer Kaukasus  |
| Tscharindag     | Çarındağ                 | 4079 m    | Großer Kaukasus  |
| Ilham Gipfel    | İlham zirvəsi            | 4042 m    | Großer Kaukasus  |
| Raqdan          | Raqdan                   | 4042 m    | Großer Kaukasus  |
| Kaputdschugh    | Qapıcıq dağı             | 3904 m    | Kleiner Kaukasus |
| Alagöz          | Alagöz                   | 3865 m    | Kleiner Kaukasus |
| Yaglidere Dag   | Yağlıdərə dağı           | 3827 m    | Kleiner Kaukasus |
| Kasangöldag     | Qazangöldağ              | 3814 m    | Kleiner Kaukasus |
| Saridere Dag    | Sarıdərə dağı            | 3754 m    | Kleiner Kaukasus |
| Kamischdag      | Gamışdağ                 | 3724 m    | Kleiner Kaukasus |